# Districtes del cantó de Zúric

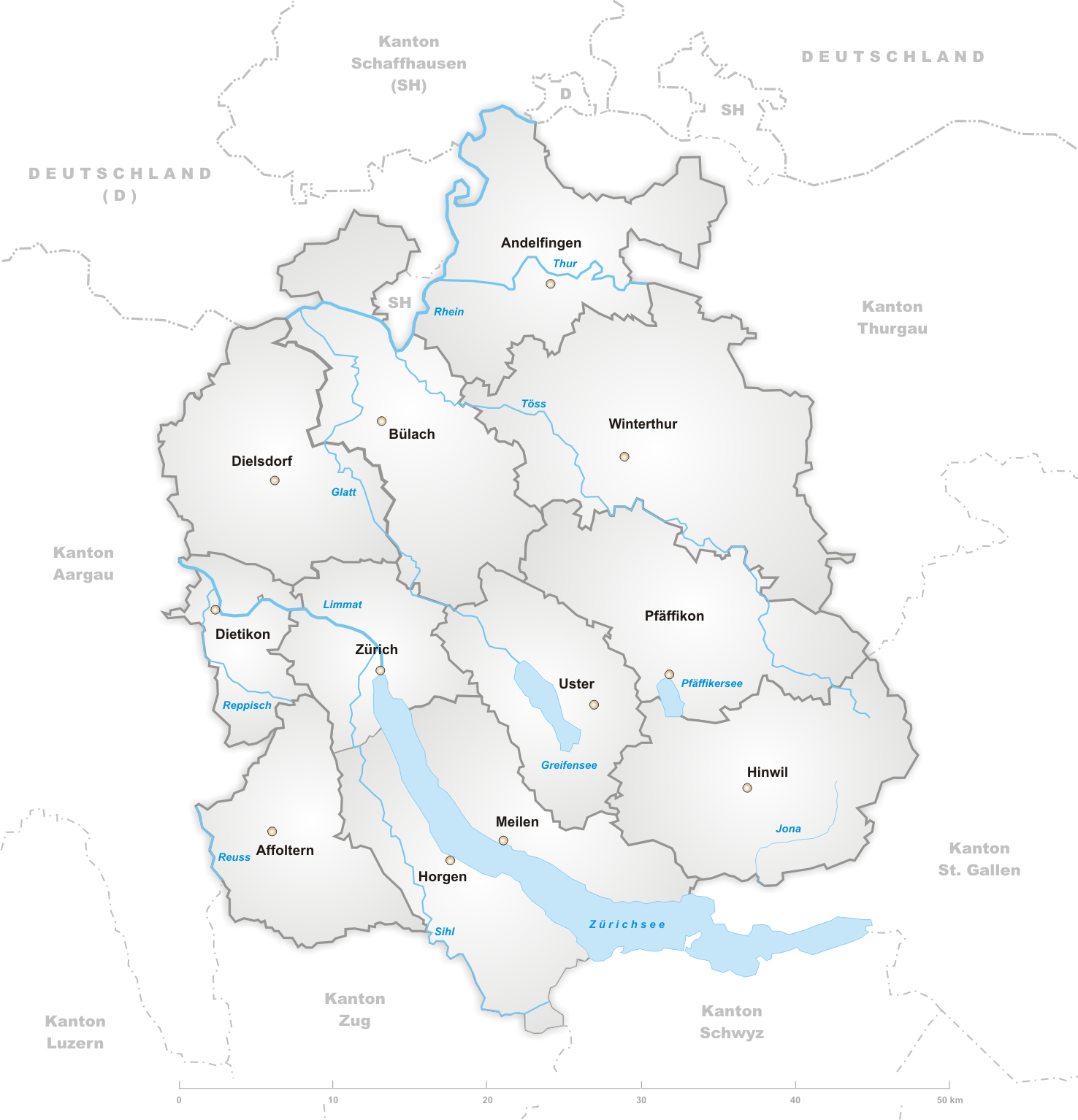
Districtes del Cantó de Zúric

Els Districtes de Cantó de Zúric (Suïssa) són 12 (desembre de 2008) i engloben els 171 municipis del cantó.

## Municipis
| Nom         | Població (2007) | Superfície (km²) | Densitat (hab./km²) | Municipis |
| ----------- | --------------- | ---------------- | ------------------- | --------- |
| Affoltern   | 44635           | 113.05           | 394.83              | 14        |
| Andelfingen | 28027           | 166.61           | 168.22              | 24        |
| Bülach      | 120585          | 184.88           | 652.23              | 23        |
| Dielsdorf   | 73845           | 152.88           | 483.03              | 22        |
| Dietikon    | 75111           | 60.11            | 1249.56             | 11        |
| Hinwil      | 81715           | 179.47           | 455.31              | 11        |
| Horgen      | 109670          | 104.25           | 1051.99             | 12        |
| Meilen      | 92508           | 84.58            | 1093.73             | 11        |
| Pfäffikon   | 52721           | 163.21           | 323.03              | 12        |
| Uster       | 111722          | 112.33           | 994.59              | 10        |
| Winterthur  | 143388          | 251.71           | 569.66              | 21        |
| Zúric       | 350125          | 87.88            | 3984.13             | 1         |
| Total       | 1284052         | 1729.00          | 742.66              | 171       |